# Parque Nacional Boukornine

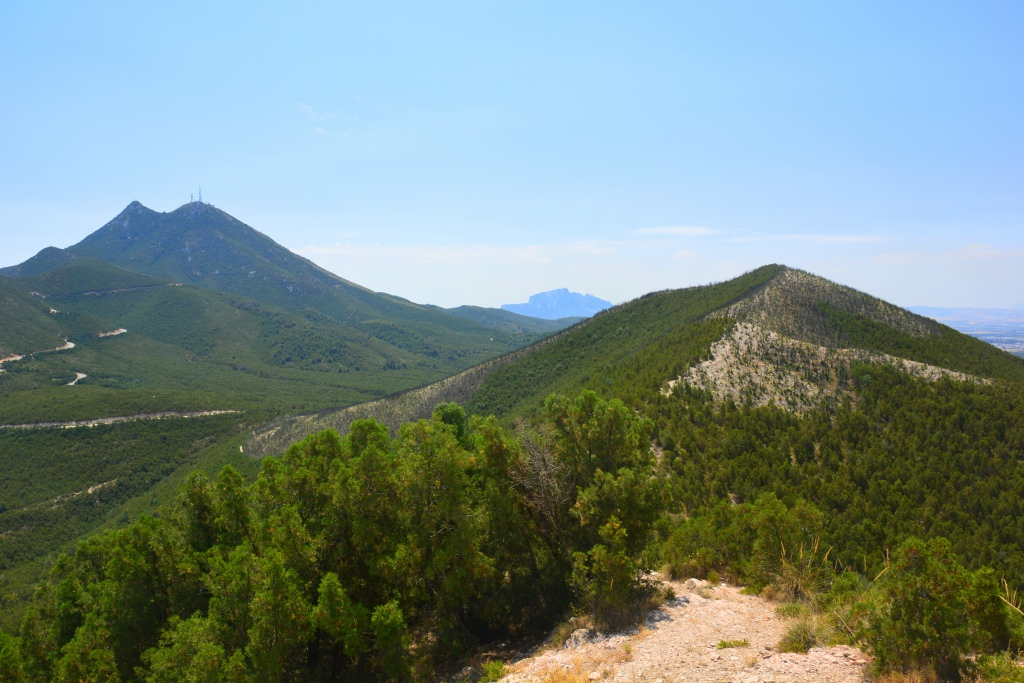
Vista de dentro do Parque Boukornine.

O Parque Nacional Boukornine (em francês:  Parc national de Boukornine) é um parque nacional no norte da Tunísia.
O 1,939 ha (4,790 acres) foi estabelecido no dia 12 de fevereiro de 1987. Encontra-se muito perto da cidade de Hammam-Lif e a apenas 15 km (9.3 mi) da capital Túnis.
No parque podem-se encontrar flores como o ciclame persa e animais como o musaranho pigmeu (o menor mamífero conhecido no mundo), e a gazela da montanha.
Dentro do parque encontra-se a Montanha Jebel Boukornine (uma montanha de 576 metros) e a nascente Aïn Zargua; o parque tem também um ecomuseu.